# Bruche de la fève
Bruchus rufimanus
Espèce
Bruchus rufimanus (la bruche de la fève ou bruche de la gourgane) est une espèce d'insectes coléoptères de la famille des Chrysomelidae, dont les larves se développent à l'intérieur des graines de fèves et fèveroles les rendant inaptes à la consommation.
Cette espèce est voisine de la bruche du pois mais est plus strictement inféodée à la fève (Vicia faba).

## Description

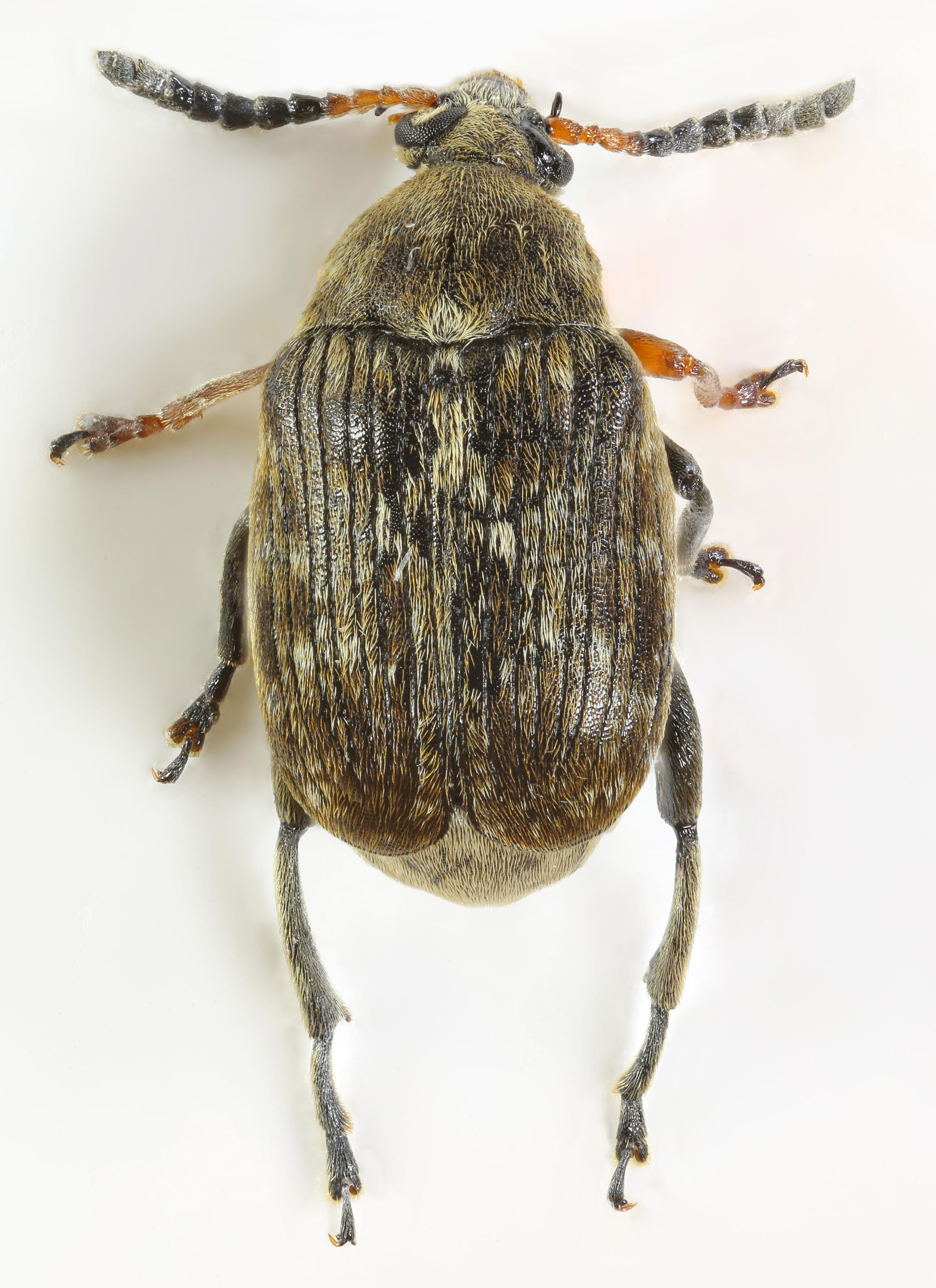
Bruche de la fève

La bruche de la fève est un petit insecte de 4 à 5 mm de long.

## Biologie
Le cycle biologique de cette espèce ne comprend qu'une génération annuelle.
Les adultes pondent leurs œufs à la surface des gousses au printemps (fin mai -début juin dans les régions tempérées de l'hémisphère nord).
Dès leur éclosion, les larves pénètrent dans les gousses puis dans les graines où elles poursuivent leur développement pendant trois mois. Elles perforent les graines avant de se nymphoser. Le plus souvent les insectes restent dans les graines jusqu'au printemps suivant.

## Dégâts
Les insectes adultes se nourrissent du pollen de leur plante hôte, V. faba, mais aussi de plantes auxiliaires autour des cultures.
La présence de larves dans les graines, repérables à l'ouverture circulaire visible à la surface de ces dernières, les rend impropres à la consommation humaine et entraînent leur déclassement. Selon les réglementations en vigueur, variable selon les pays, ce déclassement intervient au-delà d'un seuil de 1,5 à 3 % de grains bruchés. Le prix de vente des graines baisse alors sensiblement (par exemple de 140 à 90 €/t) entraînant un préjudice certain pour les producteurs.
En outre la présence de grains bruchés favorise l'infestation des cultures suivantes.

## Moyens de lutte
La lutte contre la bruche de la fève fait appel essentiellement aux insecticides, mais ceux-ci n'étant efficaces que contre les insectes adultes, il faut traiter les cultures, en un ou plusieurs passages, dès que les gousses commencent à se former. Ces insectes étant très mobiles, il est nécessaire de traiter simultanément toutes les parcelles dans une région donnée.